# Примас Микола Антонович
Примас Микола Антонович (Чумак; агентурне псевдо в КДБ «Карпо»; 1921, Антонівці, Шумський район, Тернопільська область – ?) – лицар Срібного хреста заслуги УПА.

## Життєпис
Бойовик члена Проводу ОУН Василя Галаси – «Орлана». Відзначений Срібним хрестом заслуги (15.06.1952). 
Затриманий спецгрупою МДБ 11.07.1953 р. біля с. Ямпіль Білогірського р-ну Хмельницької обл. Пішов на співпрацю з ворогом. У вересні 1953 р. завербований органами МВС як агент під псевдонімом «Карпо». 23.05.1954 р., як спецагент КДБ, брав безпосередню участь у захопленні керівника збройного підпілля ОУН в Україні Василя Кука – «Леміша».